# عوجه کباسین العرب
عوجه کباسین العرب (به عربی: عوجة کباسین العرب) یک روستا در سوریه است که در ناحیه سعن واقع شده‌است. عوجه کباسین العرب ۷۹ نفر جمعیت دارد.